# Jotwata
Jotwata (hebr.: יטבתה) – kibuc położony w samorządzie regionu Chewel Elot, w Dystrykcie Południowym, w Izraelu.
Leży w południowej części pustyni Negew, na północ od miasta Ejlat.
Członek Ruchu Kibuców (Ha-Tenu’a ha-Kibbucit).

## Historia

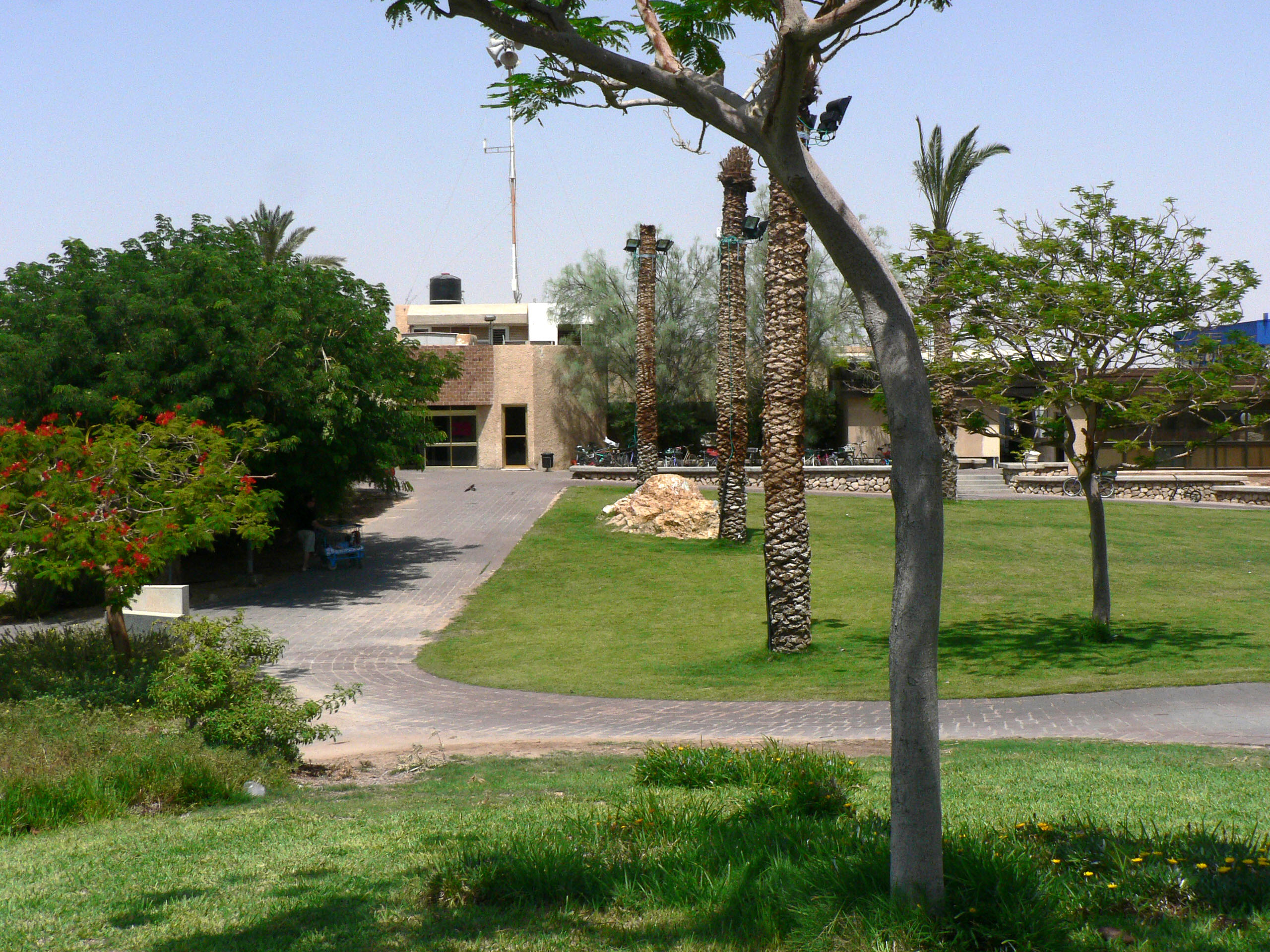
Kibuc Jotwata

Kibuc został założony w 1983.

## Gospodarka
Gospodarka kibucu opiera się na intensywnym rolnictwie, sadownictwie, mleczarstwie i turystyce. W kibucu znajduje się port lotniczy Jotwata.